# Underoath
Az Underoath amerikai metalcore együttest 1997-ben alapította Dallas Taylor énekes és Luke Morton gitáros Floridában. A stabil felállás a következő évre alakult ki és szerződést is kötöttek a Takehold lemezkiadóval. 

## Története
A keresztény identitású zenekar első albuma 1999-ben jelent meg. 2003-ban, harmadik albumuk turnéja közben, lépett ki Dallas Taylor, akinek a helyét Spencer Chamberlain (ex-This Runs Through) énekes vette át. A már vele készült 2004-es They're Only Chasing Safety aranylemez lett az USA-ban. Súlyosabb hangzású következő albumuk, a 2006-os Define the Great Line pedig amellett, hogy szintén aranylemez lett, egészen a Billboard 200-as lemezeladási lista 2. helyéig jutott. Az album Writing on the Walls című dalának videóklipjét Grammy-díjra jelölték.
2013-ig további két albumot adott ki az Underoath, majd a zenekar bejelentette, hogy feloszlanak. 2015-ben tértek vissza, de új nagylemezt csak 2018-ban készítettek. Ezzel egyidőben Spencer Chamberlain énekes a Revolver magazinnak adott interjúban kijelentette, hogy két évtized után az Underoath többé már nem keresztény metalzenekar, mert a vallásos identitás túlságosan korlátozza az alkotómunkát. Az Erase Me album On My Teeth című dalát Grammy-díjra jelölték a "Best Metal Performance" kategóriában.

## Tagok
Jelenlegi felállás
- Spencer Chamberlain – ének (2003–2013, 2015–napjainkig)
- Christopher Dudley – billentyűsök, szintetizátor, programozás (2000–2013, 2015–napjainkig)
- Timothy McTague – szólógitár, háttérvokál (2001–2013, 2015–napjainkig)
- James Smith – ritmus- és szólógitár (2003–2013, 2015–napjainkig)
- Grant Brandell – basszusgitár (2002–2013, 2015–napjainkig)
- Aaron Gillespie – dobok, tiszta ének (1997–2010, 2015–napjainkig)

Korábbi tagok
- Dallas Taylor – ének (1997–2003)
- Luke Morton – szólógitár (1997–1999)
- Ray Anasco – basszusgitár (1997–1998)
- Octavio Fernandez – basszusgitár (1998–2000), ritmusgitár (2000–2003)
- Corey Steger – ritmus- és szólógitár, háttérvokál (1998–2001)
- Matthew Clark – basszusgitár (2000–2001)
- Billy Nottke – basszusgitár (2001–2002)
- Kelly Scott Nunn – ritmusgitár (2003)
- Daniel Davison – dobok és ütősök (2010–2013)

## Diszkográfia
Stúdióalbumok
- Act of Depression (1999)
- Cries of the Past (2000)
- The Changing of Times (2002)
- They're Only Chasing Safety (2004)
- Define the Great Line (2006)
- Lost in the Sound of Separation (2008)
- Ø (Disambiguation) (2010)
- Erase Me (2018)
- Voyeurist (2022)